# Teodore Meyer
Teodore Meyer (Corrientes, 11 de dezembro de 1910 - 1974) foi um botânico argentino de origem alemã.
Foi contratado pela Universidade Nacional de Tucumán na "Seção Sistemática Fanerogámica" do Instituto Miguel Lillo, e professor de Botânica e de  Fitogeografia.
Uma de suas publicações foi Las especies de Menodora (Oleaceae) de Argentina, Bolivia, Paraguay y Uruguay. Lilloa 28: 209- 245, 7 figs., em 1957.

## Homenagens
A Comissão Nacional de Cultura da República Argentina premiou sua “Flora del Chaco” com o  "Prêmio Regional NEA em 1937 e por “Asclepeadaceas” em 1944.
Em 1965 seu livro “Estúdios sobre la selva tucumana”, que lhe consumiu mais de 20 anos de trabalho, foi do 1º Prêmio Nacional de Ciências (1960-1965).
Como homenagem ao seu trabalho botânicos da América e da Europa deram seu nome a mais de duzentas novas espécies vegetais, entre outras: 
- Tropeolum meyeri Sparre
- Juelia meyeri Sleumer
- Aloysia meyeri Moldenke
- Lycium meyeri Barkley
- Eichornia meyeri Schulz
- (Leguminosae) Astracantha meyeri (Boiss.) Podlech 1983
- (Orchidaceae) Polystachya meyeri P.J.Cribb & Podz. 1978
- (Portulacaceae) Portulaca meyeri D.Legrand
- (Portulacaceae) Anacampseros meyeri Poelln. 1929
- (Primulaceae) Primula meyeri Rupr.
- (Rhamnaceae) Rhamnus meyeri C.K.Schneid.